# Pélissanne
Pélissanne is een gemeente in het Franse departement Bouches-du-Rhône (regio Provence-Alpes-Côte d'Azur). De plaats maakt deel uit van het arrondissement Aix-en-Provence. Pélissanne telde op 1 januari 2022 10.799 inwoners.

## Geschiedenis
De streek is al bewoond sinds de oudheid. Pélissanne was een landbouwdorp dat ontstond bij de Touloubre op een kruispunt van wegen. In de 16e eeuw werd het Canal de Craponne gegraven dat diende om de landbouwgewassen te bevloeien. Op dit kanaal en op de Touloubre stonden verschillende watermolens. In de 19e eeuw kwam er kleine industrie in de gemeente. De oude gotische dorpskerk uit de 12e eeuw werd tussen 1824 en 1830 vervangen door een nieuwe kerk. Enkel de oude toren bleef bewaard.
Op vrijdag 11 juni 1909 werd de streek van Pélissanne getroffen door een zware aardbeving. In de gemeente vielen vier doden.

## Geografie
De oppervlakte van Pélissanne bedroeg op 1 januari 2022 19,11 vierkante kilometer; de bevolkingsdichtheid was toen 565,1 inwoners per km².
De onderstaande kaart toont de ligging van Pélissanne met de belangrijkste infrastructuur en aangrenzende gemeenten.

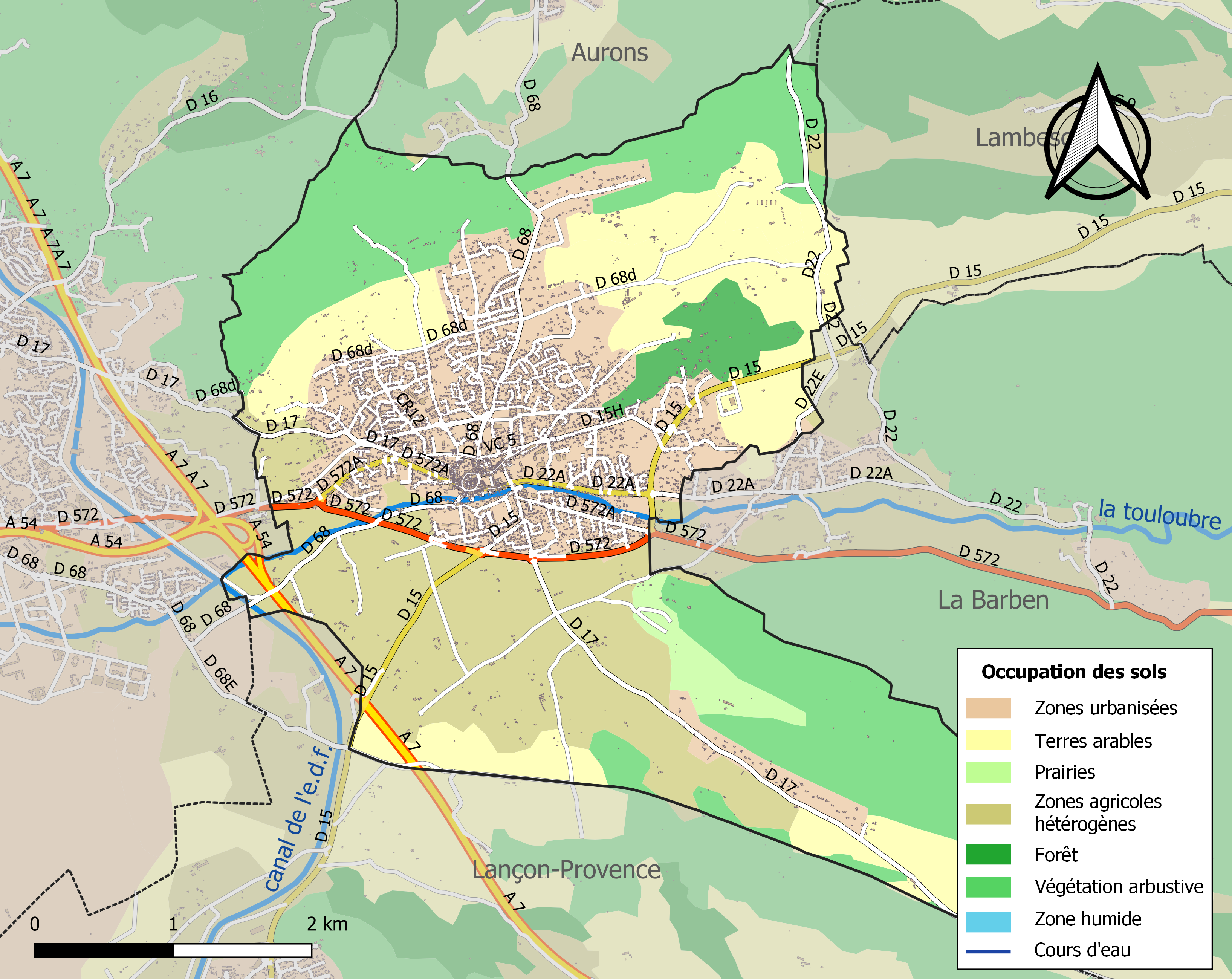

## Demografie
Onderstaande figuur toont het verloop van het inwonertal (bron: INSEE-tellingen).
Vanwege een beveiligingsprobleem met de MediaWiki Graph-software is het momenteel niet mogelijk deze grafiek weer te geven. Zodra de software is bijgewerkt zal de grafiek vanzelf weer zichtbaar worden.